# Thurgauer Zeitung
Il Thurgauer Zeitung è un quotidiano svizzero scritto in tedesco e pubblicato a Frauenfeld, nel Canton Turgovia.

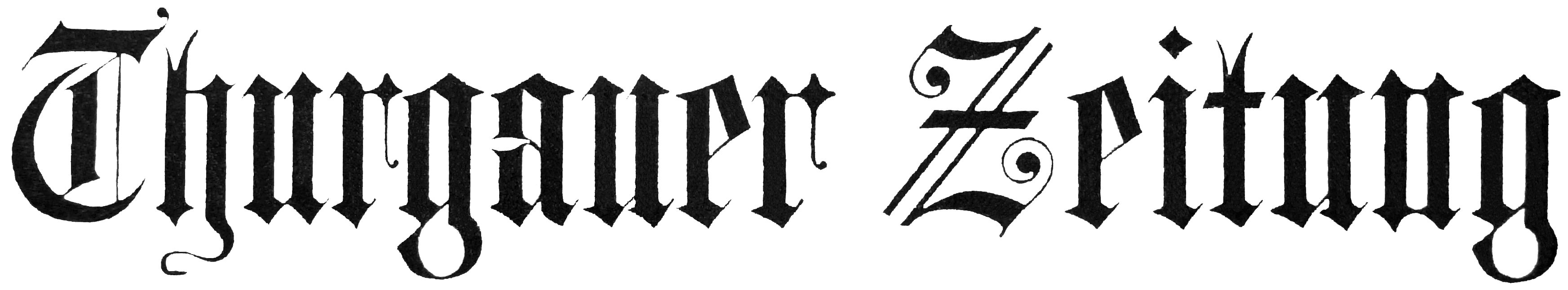
Vecchio logo del giornale